# Stazione di Nishi-Kunitachi
La stazione di Nishi-Kunitachi (西国立駅?, Nishi-Kunitachi-eki) è una stazione ferroviaria della città di Tachikawa, nell'area suburbana di Tokyo, in Giappone, che serve la linea Nambu della JR East.

## Linee
East Japan Railway Company
■ Linea Nambu

## Struttura
La stazione è dotata di due binari passanti con due marciapiedi laterali collegati da una passerella sopraelevata. Sono presenti ascensori, servizi igienici e tornelli automatici con supporto alla biglietteria elettronica Suica.
| 1 | ■ Linea Nambu |  | per Fuchū-Hommachi, Noborito, Musashi-Kosugi e Kawasaki |  |
| 2 | ■ Linea Nambu |  | per Tachikawa                                           |  |

## Stazioni adiacenti
| «           | Servizio      | »           |
| Linea Nambu | Linea Nambu   | Linea Nambu |
| ----------- | ------------- | ----------- |
| Yagawa      | Locale Rapido | Tachikawa   |